# Russell Mulcahy
Russell Mulcahy (Melbourne, 23 de junio de 1953) es un director de cine, televisión y videoclips australiano, conocido principalmente por ser el creador de la película Highlander.
Mulcahy nació el 23 de junio de 1953 en Melbourne (Australia). Su carrera empezaría como director de videos musicales. Mulcahy sería uno de los referentes de este formato haciendo videoclips tan míticos como los de Elton John, Duran Duran, Bonnie Tyler o la canción "Video Killed the Radio Star" de The Buggles.
A pesar de que había realizado algunos largometrajes anteriores como Clive Get the Horn (1979), o la terrorífica Razorback (1984), el nombre de Mulcahy llegaría al estrellato con la realización de Highlander (1986).
A partir de aquí, Mulcahy se embarcó en proyectos interesantes que no tuvieron tanto éxito como Ricochet (1991) o la adaptación a la gran pantalla del héroe del cómic La Sombra (1994). Incluso se embarcó en la desafortunada secuela de Highlander II: The Quickening (1991).
En los últimos años, Mulcahy ha dirigido telefilmes o capítulos de series de éxito como Queer as Folk (2000), Mysterious Island (2005), The Curse of King Tut's Tomb (2006) con Casper Van Dien, la aclamada  Prayers for Bobby (2009) con Sigourney Weaver o Teen Wolf (2011) con Tyler Posey.

## Filmografía
- Prayers for Bobby (2009)
- While the Children Sleep (2008)
- Resident Evil: Extinction (2007)
- La maldición de Tutancamon (The Curse of King Tut’s Tomb) (2006)
- La isla misteriosa (Mysterious Island) (2005)
- El coleccionista de novias (1st to Die) (2003)
- Swimming Upstream (2003)
- El batallón perdido (The Lost Battalion)  (2001)
- On the Beach (2000) (telefilme)
- Resurrection (1998)
- La sombra del faraón (Tale of the Mummy) (1998)
- The Hunger (1996)
- Soldado (Silent Trigger) (1996)
- La Sombra (The Shadow) (1994)
- Extremadamente peligrosa (The Real McCoy) (1993)
- Seducción peligrosa (Blue Ice) (1992)
- Highlander II: The Quickening (1991)
- Ricochet (1991)
- Highlander (1986)
- Razorback (1984)
- Clive Get the Horn (1979)

## Vídeos musicales
| Año  | Tema                                          | Artista            |
| ---- | --------------------------------------------- | ------------------ |
| 1975 | "Summer Breeze"                               | Stylus             |
| 1976 | "Baby, Please Don't Go"                       | AC/DC              |
| 1976 | "Problem Child"                               | AC/DC              |
| 1976 | "Mondo Bondage"                               | The Tubes          |
| 1977 | "(I'm) Stranded"                              | The Saints         |
| 1979 | "Duchess"                                     | The Stranglers     |
| 1979 | "Making Plans for Nigel"                      | XTC                |
| 1979 | "Empire State Human"                          | The Human League   |
| 1979 | "Circus of Death"                             | The Human League   |
| 1979 | "Wonderful Christmastime"                     | Paul McCartney     |
| 1979 | "Video Killed the Radio Star"                 | The Buggles        |
| 1980 | "Living in the Plastic Age"                   | The Buggles        |
| 1980 | "One-Two-Five"                                | 10cc               |
| 1980 | "Bear Cage"                                   | The Stranglers     |
| 1980 | "Turning Japanese"                            | The Vapors         |
| 1981 | "Guilty"                                      | Classix Nouveaux   |
| 1981 | "Heels of the Wind"                           | Elton John         |
| 1981 | "Nobody Wins"                                 | Elton John         |
| 1981 | "Elton's Song"                                | Elton John         |
| 1981 | "Heart in the Right Place"                    | Elton John         |
| 1981 | "Fanfare"                                     | Elton John         |
| 1981 | "Carla/Etude"                                 | Elton John         |
| 1981 | "Just like Belgium"                           | Elton John         |
| 1981 | "The Fox"                                     | Elton John         |
| 1981 | "Je veux de la tendresse"                     | Elton John         |
| 1981 | "Chloe"                                       | Elton John         |
| 1981 | "Fascist Faces"                               | Elton John         |
| 1981 | "Breaking Down Barriers"                      | Elton John         |
| 1981 | "Passing Strangers"                           | Ultravox           |
| 1981 | "Vienna"                                      | Ultravox           |
| 1981 | "The Thin Wall"                               | Ultravox           |
| 1981 | "The Voice"                                   | Ultravox           |
| 1981 | "Tonight I'm Yours (Don't Hurt Me)"           | Rod Stewart        |
| 1981 | "Young Turks"                                 | Rod Stewart        |
| 1981 | "We Can Get Together"                         | Icehouse           |
| 1981 | "Icehouse"                                    | Icehouse           |
| 1981 | "Bette Davis Eyes"                            | Kim Carnes         |
| 1981 | "Draw of the Cards"                           | Kim Carnes         |
| 1981 | "Sports Fans"                                 | The Tubes          |
| 1981 | "White Punks on Dope"                         | The Tubes          |
| 1981 | "Talk to Ya Later"                            | The Tubes          |
| 1981 | "Sushi Girl"                                  | The Tubes          |
| 1981 | "Let's Make Some Noise"                       | The Tubes          |
| 1981 | "Don't Want to Wait Anymore"                  | The Tubes          |
| 1981 | "Business"                                    | The Tubes          |
| 1981 | "Mr. Hate"                                    | The Tubes          |
| 1981 | "Amnesia"                                     | The Tubes          |
| 1981 | "A Matter of Pride"                           | The Tubes          |
| 1981 | "Muscle Bound"                                | Spandau Ballet     |
| 1981 | "Paint Me Down"                               | Spandau Ballet     |
| 1981 | "Chant No. 1 (I Don't Need This Pressure On)" | Spandau Ballet     |
| 1981 | "Planet Earth"                                | Duran Duran        |
| 1981 | "My Own Way"                                  | Duran Duran        |
| 1982 | "Lonely in Your Nightmare"                    | Duran Duran        |
| 1982 | "Save a Prayer"                               | Duran Duran        |
| 1982 | "Hungry Like the Wolf"                        | Duran Duran        |
| 1982 | "Rio"                                         | Duran Duran        |
| 1982 | "Oh Diane"                                    | Fleetwood Mac      |
| 1982 | "Gypsy"                                       | Fleetwood Mac      |
| 1982 | "Take the L"                                  | The Motels         |
| 1982 | "Only the Lonely"                             | The Motels         |
| 1982 | "Allentown"                                   | Billy Joel         |
| 1982 | "Pressure"                                    | Billy Joel         |
| 1982 | "She's Right on Time"                         | Billy Joel         |
| 1982 | "Hey Little Girl"                             | Icehouse           |
| 1982 | "Going to a Go-Go"                            | The Rolling Stones |
| 1982 | "Talk Talk"                                   | Talk Talk          |
| 1982 | "It's Raining Again"                          | Supertramp         |
| 1982 | "Voyeur"                                      | Kim Carnes         |
| 1982 | "Instinction"                                 | Spandau Ballet     |
| 1982 | "She Loved Like Diamond"                      | Spandau Ballet     |
| 1983 | "True"                                        | Spandau Ballet     |
| 1983 | "Night Boat"                                  | Duran Duran        |
| 1983 | "Is There Something I Should Know?"           | Duran Duran        |
| 1983 | "I'm Still Standing"                          | Elton John         |
| 1983 | "I Guess That's Why They Call It the Blues"   | Elton John         |
| 1983 | "Total Eclipse of the Heart"                  | Bonnie Tyler       |
| 1983 | "Never Say Die (Give a Little Bit More)"      | Cliff Richard      |
| 1983 | "Say You Don't Know Me"                       | Kim Carnes         |
| 1983 | "Street Cafe"                                 | Icehouse           |
| 1984 | "Taking the Town"                             | Icehouse           |
| 1984 | "Sex (I'm A...)"                              | Berlin             |
| 1984 | "The War Song"                                | Culture Club       |
| 1984 | "The Reflex"                                  | Duran Duran        |
| 1984 | "The Wild Boys"                               | Duran Duran        |
| 1984 | "Sad Songs (Say So Much)"                     | Elton John         |
| 1985 | "Wrap Her Up"                                 | Elton John         |
| 1985 | "Act of War"                                  | Elton John         |
| 1985 | "Save a Prayer" (Live)                        | Duran Duran        |
| 1985 | "Call Me"                                     | Go West            |
| 1985 | "Jeanny"                                      | Falco              |
| 1985 | "One Hit (To the Body)"                       | The Rolling Stones |
| 1986 | "The Flame"                                   | Arcadia            |
| 1986 | "A Matter of Trust"                           | Billy Joel         |
| 1986 | "Divided Hearts"                              | Kim Carnes         |
| 1986 | "A Kind of Magic"                             | Queen              |
| 1986 | "Princes of the Universe"                     | Queen              |
| 1987 | "Meet Me Half Way"                            | Kenny Loggins      |
| 1987 | "Sold"                                        | Boy George         |
| 1987 | "Pour Some Sugar on Me"                       | Def Leppard        |
| 1988 | "My Heart Can't Tell You No"                  | Rod Stewart        |
| 1988 | "A Word in Spanish"                           | Elton John         |
| 1988 | "Town of Plenty"                              | Elton John         |
| 1988 | "I Don't Wanna Go on with You Like That"      | Elton John         |
| 1989 | "Healing Hands"                               | Elton John         |
| 1989 | "Crazy About Her"                             | Rod Stewart        |
| 1989 | "We Didn't Start the Fire"                    | Billy Joel         |
| 1989 | "Whisper"                                     | Boy George         |
| 1990 | "How Much Love"                               | Vixen              |
| 1992 | "The One"                                     | Elton John         |
| 1993 | "Simple Life"                                 | Elton John         |
| 1995 | "Original Sin"                                | Taylor Dayne       |